# John Sharkie Gardner
John Sharkie Gardner (n. Londres, 1844 – f. ibíd. 1930) fue un historiador, botánico, paleobotánico inglés.
Investigó en las floras del terciario de varias partes de Europa.

## Algunas publicaciones
- 1896. A new booke of drawings invented & desined by John Tijou: containing severall sortes of iron worke ... Ed. B.T. Batsford. 8 pp.

### Libros
- John Starkie Gardner. 1884. Fossil plants. Ed. Geologists' Association. 24 pp.
- Constantin von Ettingshausen (1826-1897), John Starkie Gardner. 1879 - 1886. A Monograph of the British Eocene Flora. 2 volúmenes. 86 pp. Reeditó BiblioBazaar, 2010. 160 pp. ISBN 1141691574
- Franz Sales Meyer, John Starkie Gardner. 1896. A handbook of art smithing for the use of practical smiths, designers of ironwork, technical and art schools, architects, etc (Un manual de arte herrería para el uso práctico de los herreros, los diseñadores de trabajo de hierro, las escuelas técnicas y el arte, arquitectos, etc.) Ed. B. Hessling. 207 pp.

- John Starkie Gardner. 1897. Armour in England: from the earliest times to the reign of James the first. N.º 33 de Portfolio. Ed. Seeley & Co. 100 pp. Reeditó General Books LLC, 2010. 54 pp. ISBN 1153291584
- ------------. 1899. Foreign armour in England. N.º 38 de Portfolio. Ed. Seeley & Co. 96 pp. Reeditó Nabu Press, 2010. 118 pp. ISBN 1171568002
- ------------, Alfred Higgins. 1897. Catalogue of a collection of European enamels from the earliest date to the end of the XVII. century. Ed. Burlinton Fine Arts Club. 82 pp.
- ------------. 1900. Exhibition of chased and embossed steel and iron work of European origin. Ed. Burlinton Fine Arts Club. 82 pp.
- ------------. 1901. Exhibition of a collection of silversmiths' work of European origin. Ed. Burlinton Fine Arts Club. 185 pp. Reeditó Kessinger Publ. 2010. 202 pp. ISBN 1162095555
- ------------. 1903. Old silver-work: chiefly English from the XVth to the XVIIIth centuries. Ed. B.T. Batsford. 198 pp.
- John W. Caldicott, John Starkie Gardner. 1906. The values of old English silver and Sheffield plate, from the XVth to the XIXth centuries. Ed. Bemrose & sons Ltd. 293 pp.
- John Starkie Gardner. 1911. English ironwork of the XVIIth & XVIIIth centuries: an historical & analytical account of the development of exterior smithcraft. Ed. B. T. Batsford. 336 pp. Reeditó Dover Publications, 2001. 464 pp. ISBN 0486412431
- ------------. 1922. Ironwork ...: A complete survey of the artistic working of iron in Great Britain from the earliest times. Volumen 3 de Ironwork. 90 pp.
- ------------. 1927. Ironwork: from the earliest times to the end of the mediaeval period, Parte 1. 4.ª ed. Taylor & Francis. x + 148 pp. En línea

- La abreviatura «J.S.Gardner» se emplea para indicar a John Sharkie Gardner como autoridad en la descripción y clasificación científica de los vegetales.[1]